# Sigala-Gala (Batang Toru)
Sigala-Gala is een bestuurslaag in het regentschap Tapanuli Selatan van de provincie Noord-Sumatra, Indonesië. Sigala-Gala telt 534 inwoners (volkstelling 2010).